# Distretto di Sauce
Il distretto di Sauce è uno dei quattordici distretti  della provincia di San Martín, in Perù. Si trova nella regione di San Martín e si estende su una superficie di 103 chilometri quadrati.

Istituito il 20 maggio 1936, ha per capitale la città di Sauce; al censimento 2005 contava 5.350 abitanti.